# Jacksonena rudis
Jacksonena rudis é uma espécie de gastrópode  da família Camaenidae.
É endémica da Austrália.